# Zaryn Dentzel
Zaryn Dentzel (8 de junio de 1983) es un informático y emprendedor estadounidense. Es el creador y primer presidente de la compañía tecnológica española Tuenti, hasta 2015.

## Biografía
Zaryn Dentzel nació en 1983 en Santa Bárbara, California. En 1998, Dentzel hizo un intercambio académico en la localidad extremeña de Cabeza del Buey, donde aprendió a hablar español y conoció la cultura española. Tras pasar un curso en España, volvió a Estados Unidos donde acabó la escuela secundaria y comenzó la universidad. Cursó estudios en la Universidad de California, y en el Occidental College, dónde se especializó en relaciones internacionales y literatura española. Allí empezó a interesarse por las redes sociales.
En 2006, tras acabar sus estudios, volvió a España y, junto a sus amigos Félix Ruiz, Joaquín Ayuso y Kenny Bentley, se puso a trabajar en la conformación de Tuenti, que inicialmente fue una red social para adolescentes. En 2010 vendieron la mayoría de las acciones de la empresa a Telefónica por unos 70 millones de euros, si bien Dentzel siguió trabajando en Tuenti.
En 2012 participó en la creación de la compañía telefónica Tuenti Móvil dentro de Telefónica. En 2013 publicó el libro "El futuro lo decides tú", que narra la historia de Tuenti. Desde enero de 2015, es además Strategic Advisor for Telefónica Digital Transformation.
En 2016, Telefónica clausuró definitivamente todas las funcionalidades relacionadas con la antigua red social, por lo que Tuenti permanece exclusivamente como operadora virtual de telefonía.
En 2021, Dentzel vive en Madrid, donde Tuenti tiene sus oficinas.

## Obras
Dentzel, Zaryn. El futuro lo decides tú: reflexiones de un emprendedor. ISBN 9788415431565.